# Funiculaire Lausanne – Signal
Le Lausanne–Signal (LS) est une ligne de funiculaire qui reliait le quartier lausannois du Vallon au Signal de Sauvabelin du 18 octobre 1899 au 31 octobre 1948, soit durant 49 ans.

## Histoire
Les créations en 1877 du funiculaire Lausanne–Ouchy et en 1896 des tramways lausannois démontrent l'intérêt du public pour les chemins de fer dans les loisirs. Cela incite quelques promoteurs lausannois à proposer une ligne pour relier le sommet de la colline de Sauvabelin, en partant du fond du vallon du Flon. La Compagnie du chemin de fer Lausanne-Signal est créée en 1896 dans cet objectif. Le chantier ouvre le jeudi 1er décembre 1898 et, après moins de 11 mois de travaux, le funiculaire est inauguré le mercredi 18 octobre 1899.
Mais le succès attendu n'est pas au rendez-vous, les recettes suffisant à peine à couvrir les frais d'exploitation. En 1948, une inspection révèle l'usure des maçonneries et des voitures ; les coûts d'une rénovation n'étant pas supportables pour la compagnie, le funiculaire cesse définitivement son activité le dimanche 31 octobre 1948, dans une relative discrétion.

## Technique
Le funiculaire comportait deux voitures, l'avalante faisant contrepoids pour tracter plus facilement la montante.
À l'origine, la machinerie, située dans la station supérieure du Signal, était actionnée par deux moteurs à essence de 30 CV chacun et refroidis à l'eau. En avril 1903, la machinerie est électrifiée  ; la place libérée par le retrait des cuves à essence permet l’aménagement d'un appartement de fonction avec deux chambres et une cuisine pour le mécanicien.

### Données techniques
- Longueur exploitée : 468 mètres
- Longueur totale : 478 mètres
- Dénivelé : 112 mètres
- Rampe : de 160 à 280 ‰
- Écartement des rails : 1 000 mm
- Vitesse : 2 m/s
- Voitures : 
  - Capacité : 24 places assises, 25 debout + 1 conducteur
  - Tare : 1 965 kg
  - Construites en 1898 par la Fabrique de machine de Berne
  - Démolies en 1948 à la suite de la cessation de l'activité

## Vestiges
Si la gare supérieure et le viaduc métallique ont été détruits, tout comme le matériel roulant, la gare inférieure et le viaduc en maçonnerie subsistent toujours. La gare inférieure, devenue un entrepôt, a conservé son café annexe,.
Des arches, au nombre de 5, sont toujours présentes, bien que fortement dégradées.
Le tunnel a vu son entrée supérieure murée – seule la partie inférieure du portail reste visible – et a été transformé en champignonnière après 1948, elle-même abandonnée.
L'entrée inférieure du tunnel possède une porte métallique verrouillée par un cadenas, ainsi qu'une grille métallique juste au-dessus. L'entrée du tunnel permettait de marcher sur un peu moins de 30 mètres sur l'ancien passage des 2 voitures. Au bout du chemin, un solide mur cimenté bloque l'accès à la partie supérieure. La partie inférieure est sombre, rocailleuse et très humide, subissant les flots d'eau traversant les fissures de la voûte.